# Solonchak Arys
Solonchak Arys är en saltsjö i Kazakstan.   Den ligger i oblystet Qyzylorda, i den centrala delen av landet, 700 km sydväst om huvudstaden Astana. Arean är 175 kvadratkilometer.